# زبان تاتاری کریمه
زبان تاتاری کریمه (Qırımtatar tili و Qırımtatarca) که به کریمه‌ای هم معروف است، زبان تاتارهای ساکن شبه‌جزیرهٔ کریمه در ساحل دریای سیاه، جنوب غرب روسیه است. این زبان علاوه‌بر کریمه در آسیای میانه (به ویژه در ازبکستان) نیز گویشوران زیادی دارد؛ و همچنین توسط مهاجران تاتار در ترکیه، بلغارستان و رومانی نیز تکلم می‌شود. زبان تاتاری کریمه از شاخهٔ قبچاق خانوادهٔ زبان‌های ترکی‌تبار می‌باشد.

## شمار تاتارهای کریمه
جمعیت تاتارهای کریمه حدود ۴۵۶ هزار نفر برآورد می‌شود. ۲۶۰٬۰۰۰ نفر در شبه‌جزیرهٔ کریمه و حدود ۱۵۰ هزار مهاجر که در آسیای میانه (بیشتر ازبکستان) زندگی می‌کنند. در سرشماری سال ۱۹۸۹ شوروی شمار کریمه‌ای‌زبان‌ها ۲۵۱٬۵۳۷ نفر برآورد شده‌است.
جوامع کوچک‌تر کریمه‌ای هم در رومانی (۲۱٬۴۸۲ نفر در سرشماری سال ۲۰۰۲)، بلغارستان (۶٬۰۰۰ نفر در سال ۱۹۹۰) و لهستان، فنلاند و ایالات متحدهٔ آمریکا زندگی می‌کنند. این زبان یکی از در معرض خطرترین زبان‌های قارهٔ اروپا است.

## تاریخ
شکل‌گیری لهجه‌های مختلف ترکی و تاتار در کریمه از نخستین یورش اقوام ترک‌زبان به شبه‌جزیرهٔ کریمه آغاز و تا دوران حکمرانی خانات کریمه ادامه یافت. البته در آن دوران زبان رسمی خانات کریمه ترکی و جغتایی بودند. با گروش به اسلام زبان تاتار کریمه با خط فارسی-عربی نوشته می‌شد.
در سال ۱۸۷۶ میلادی گویش‌های گوناگون این زبان به همت اسماعیل گاسپیرالی در یک زبان واحد جمع‌آوری شدند. با وجود آنکه زبان تاتارهای کریمه از شاخهٔ قبچاق زبان‌های ترکی‌تبار بود، اما برای حفظ ارتباطات اهالی کریمه و عثمانی‌ها ترجیح زیادی به یالی بویلوس از شاخهٔ اغوز داده شد.
الفبای این زبان در ۱۹۲۸ میلادی با تغییر الفبای فارسی-عربی ترک‌های عثمانی به خط لاتین در دوران ترکیه نوین آتاترک، الفبای یکسان ترکی که براساس خط لاتین و خصوصیات زبان‌های ترکی خلق شده بود، جای الفبای فارسی-عربی را گرفت. با ظهور ملی‌گرایی روس به رهبری استالین خط رسمی نوشتن تاتار کریمه‌ای هم با خط همسایگان روس و اوکراینی آن‌ها یعنی سیریلیک جایگزین شد.
از اوایل دههٔ ۱۹۹۰ استفاده از خط لاتین دوباره رایج شده‌است، اما هنوز هم خط سریلیک (بیشتر در روزنامه‌ها و اشعار) به کار می‌رود. خط لاتین نو تاتار کریمه‌ای همان خط یکسان ترکی است که دو حرف دیگر هم به آن افزوده شد: Ñ ñ و Q q.

## وضعیت رسمی
به موجب قانون اساسی جمهوری خودمختار کریمه زبان‌های روسی و تاتاری کریمه دو زبان حمایت‌شده (ترجمهٔ روسی متن اوکراینی: обеспечивается … защита) هستند. این سند حق دسترسی تمام شهروندان این جمهوری به مکاتبات دولتی، گواهی تولد و امثال آن به هر دو زبان روسی و تاتاری کریمه را تضمین کرده‌است. به این ترتیب این دو زبان در شبه‌جزیرهٔ کریمه از جایگاهی مشابه یک زبان رسمی برخوردارند. (قانون اساسی اوکراین تنها زبان رسمی در تمام کشور را اوکراینی معرفی کرده که با توجه به جمعیت عظیم روس و تعداد قابل توجه گویشوران زبان‌های متعدد خارجی در این کشور مسئله‌ای سیاسی و مربوط به هویت ملی است)
تاتاری کریمه همچنین زبان رسمی جمهوری شوروی سورغون از ۱۸ می ۱۹۴۸ به بعد بود. در جابه‌جایی‌های معروف استالین ۱۹۳٬۸۶۵ نفر از تاتارهای ساکن شبه‌جزیرهٔ کریمه در سال ۱۹۴۴ به نقاط دیگر شوروی تبعید شدند. از جمله ۱۵۱ هزار ۱۳۶ نفر به ازبکستان، ۸٬۵۹۷ نفر به مرو، ۴٬۲۸۶ نفر به قزاقستان و ۲۹٬۸۴۶ نفر به سایر مناطق شوروی.